# Woolstock
Woolstock és una població dels Estats Units a l'estat d'Iowa. Segons el cens del 2000 tenia 204 habitants.

## Demografia
Segons el cens del 2000, Woolstock tenia 204 habitants, 98 habitatges, i 62 famílies. La densitat de població era de 76,5 habitants/km².
Dels 98 habitatges en un 17,3% hi vivien nens de menys de 18 anys, en un 57,1% hi vivien parelles casades, en un 3,1% dones solteres, i en un 36,7% no eren unitats familiars. En el 35,7% dels habitatges hi vivien persones soles el 19,4% de les quals corresponia a persones de 65 anys o més que vivien soles. El nombre mitjà de persones vivint en cada habitatge era de 2,08 i el nombre mitjà de persones que vivien en cada família era de 2,6.
Per edats la població es repartia de la següent manera: un 16,2% tenia menys de 18 anys, un 6,4% entre 18 i 24, un 21,1% entre 25 i 44, un 33,3% de 45 a 60 i un 23% 65 anys o més.
L'edat mediana era de 50 anys. Per cada 100 dones de 18 o més anys hi havia 98,8 homes.
La renda mediana per habitatge era de 34.479 $ i la renda mediana per família de 47.500 $. Els homes tenien una renda mediana de 27.917 $ mentre que les dones 28.594 $. La renda per capita de la població era de 20.599 $. Entorn de l'1,7% de les famílies i el 4,9% de la població estaven per davall del llindar de pobresa.

## Poblacions més properes
El següent diagrama mostra les poblacions més properes.